# 抱茎獐牙菜
抱茎獐牙菜（学名：Swertia franchetiana）为龙胆科獐牙菜属下的一个种。

## 扩展阅读
- 維基物種上的相關：抱茎獐牙菜